# Kammerkarites
Kammerkarites es un género extinto de cefalópodos pertenecientes a la subclase Ammonoidea.

## Distribución
Jurásico de Argentina, Austria, Canadá, Chile, China, Italia, Nueva Caledonia y Estados Unidos.